# Église San Salvatore in Lauro
Pour les articles homonymes, voir San Salvatore.
L'église San Salvatore in Lauro (en italien : Chiesa di San Salvatore in Lauro) est un édifice catholique, située au rione Ponte à Rome. Il s'agit de l'église nationale des marchesans résidents à Rome.

## Histoire
Le premier édifice date du XIe siècle, l'aspect actuel date du XVIe siècle d'après le projet de l'architecte bolonais Ottaviano Mascherino.
L'église a été créée en 1587 avec son attribution à un Cardinal-prêtre, titre qui a été supprimé en 1670.
Lors du consistoire du 24 novembre 2007, le pape Benoît XVI a restauré la diaconie cardinalice de San Salvatore in Lauro.

## Description
L'église a été construite à la fin du XVIe siècle et rappelle l'architecture palladienne.
La coupole date du XVIIIe siècle, mais sa façade en marbre est récente et a été édifiée entre 1859 et 1862.
Le maître d'autel où figure une statue de Notre-Dame de Lorette ainsi que la coupole sont l'œuvre de l'artiste Ludovico Rusconi Sassi.
Dans les chapelles se trouvent des œuvres d'art de :
- Antoniazzo Romano,
- Camillo Rusconi,
- François Duquesnoy,
- Alessandro Turchi
- Pietro da Cortona : Nativité

Le réfectoire conserve une série de fresques maniéristes de Francesco Salviati (1550) et abrite le tombeau du pape Eugène IV (XVe siècle), œuvre d'Isaia da Pisa, transféré ici depuis l'ancienne Basilique Saint-Pierre.
- Vision de Saint Jérôme de Parmigianino, commandée pour une chapelle de l'église, a été reprise par les donateurs et se trouve maintenant à la National Gallery de Londres.
- À noter la présence d'un cloître double, à deux galeries d'arcades, datant de la fin du XVe siècle.

## Cinéma
San Salvatore in Lauro est référencée dans le film de Roberto Rossellini Era notte a Roma (1960) (Les Évadés de la nuit), comme le repaire du major Michael Pemberton.

## Images

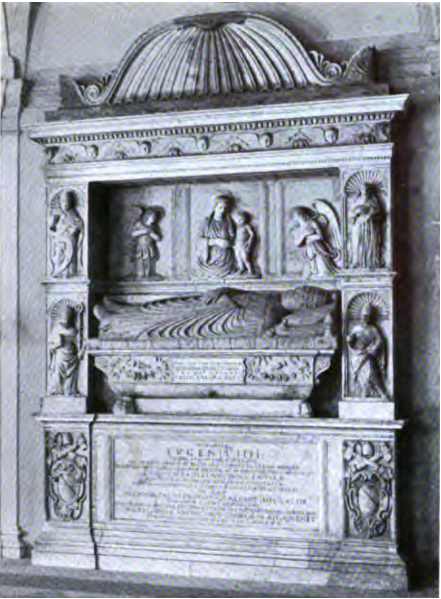
Tombe du Pape Eugene IV
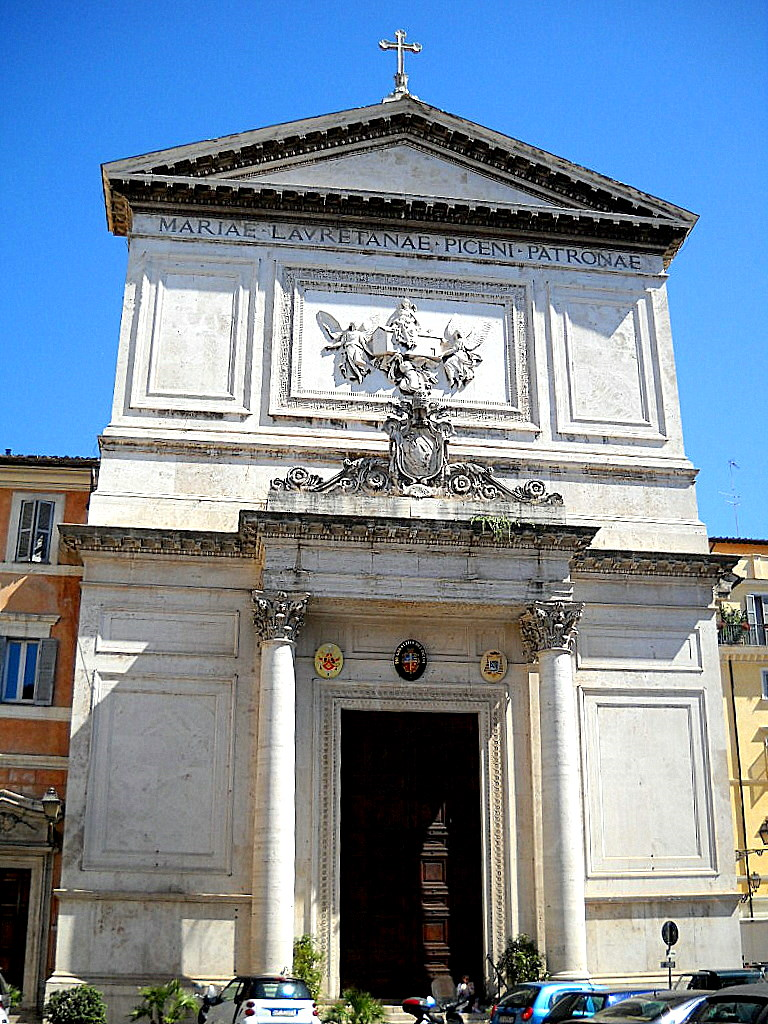
Façade
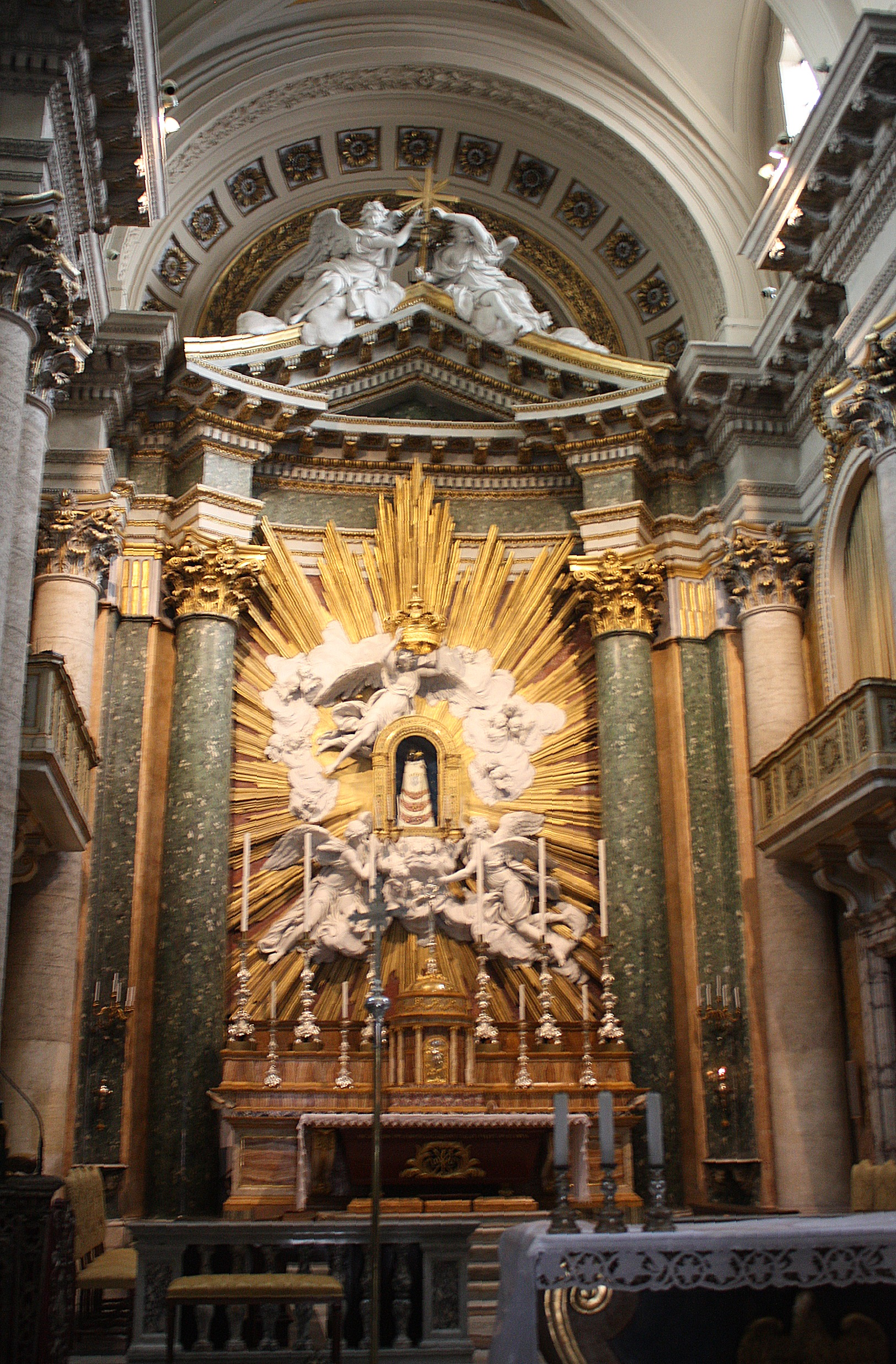
Autel
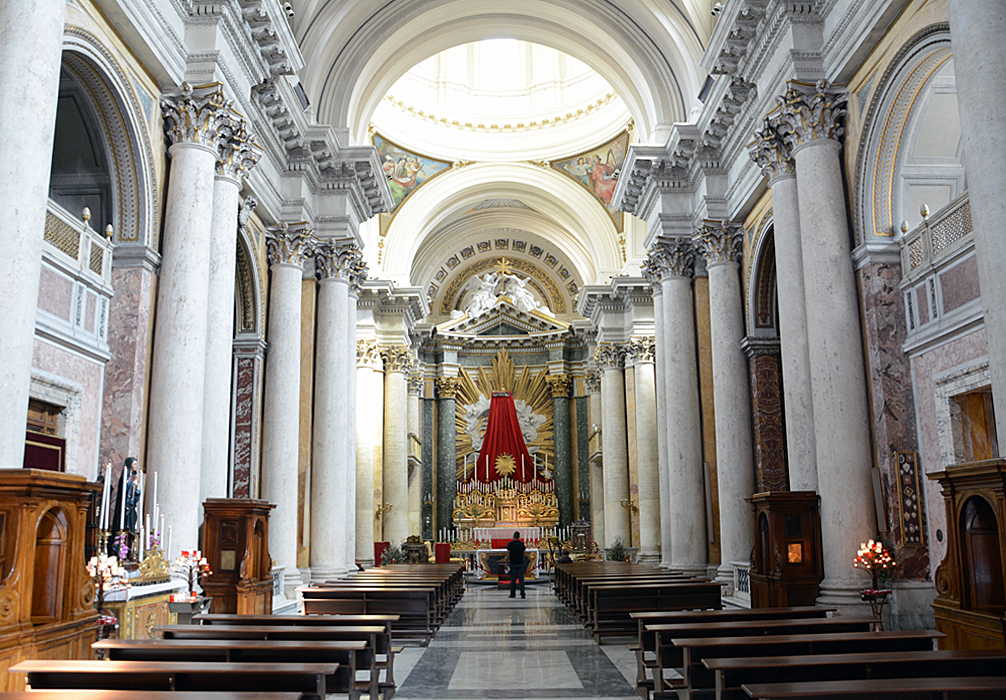
Intérieur palladien
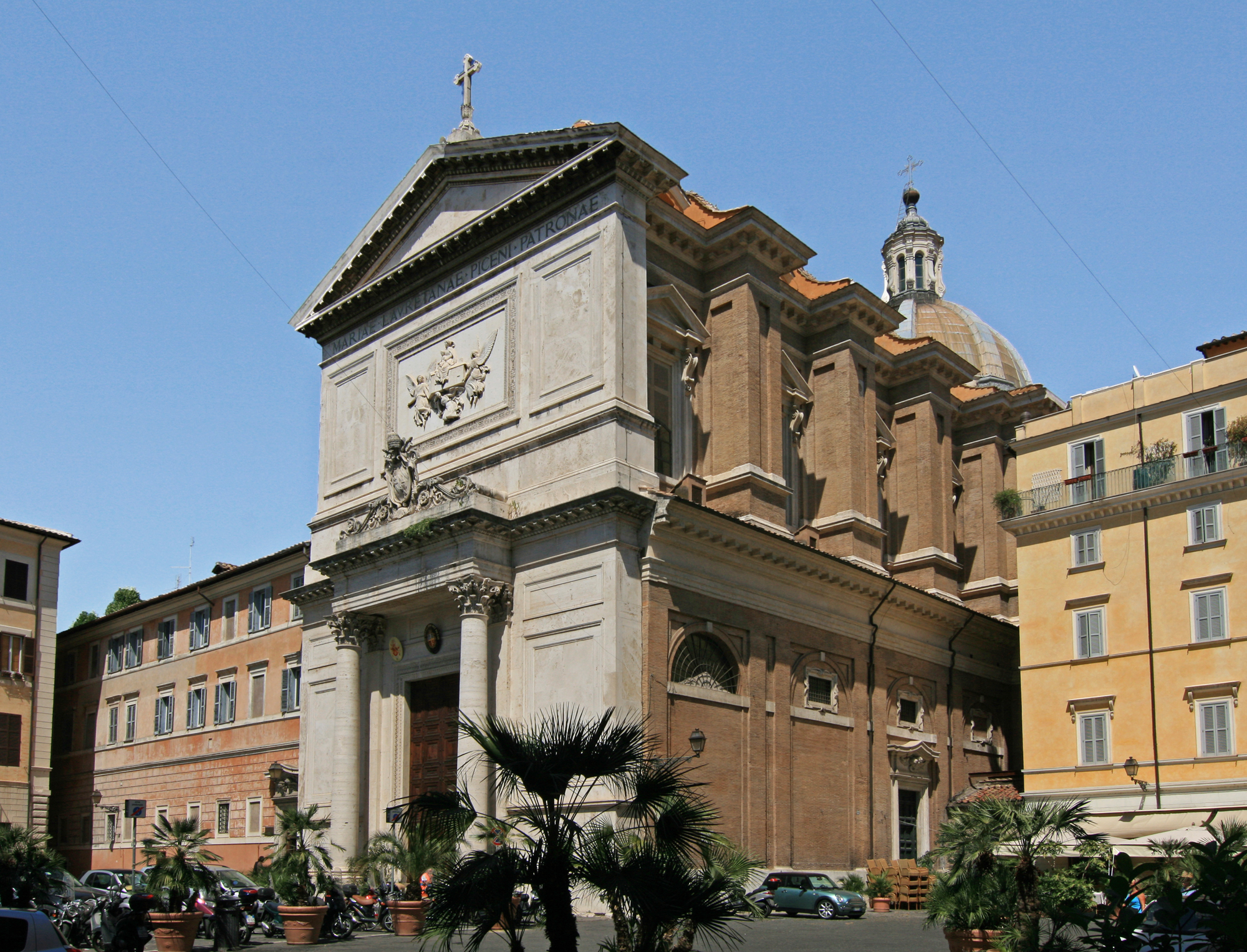
Vue générale
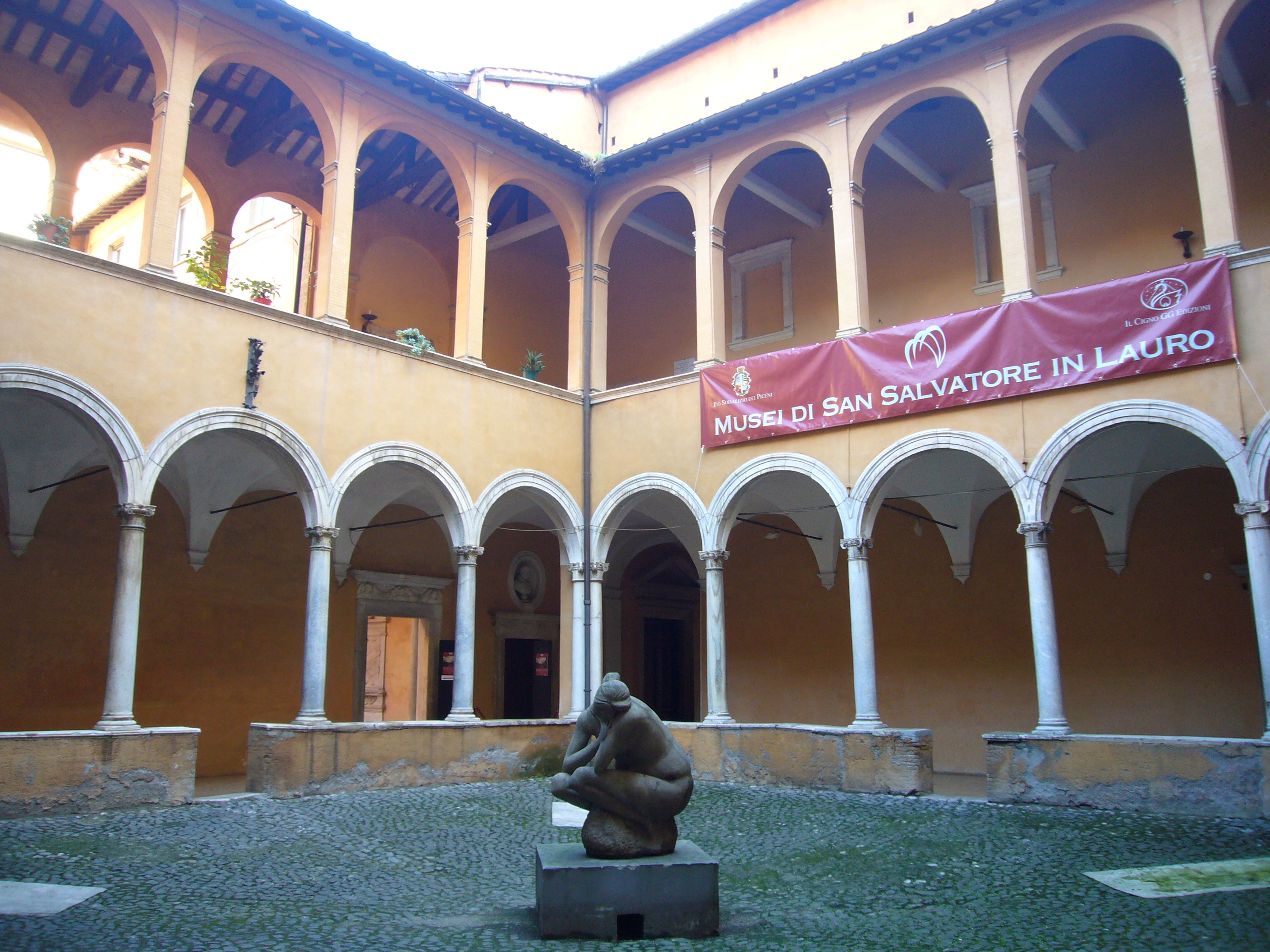
Le cloître, avec sa double rangée de galeries

## Sources
- (it) Cet article est partiellement ou en totalité issu de l’article de Wikipédia en italien intitulé « Chiesa di San Salvatore in Lauro » (voir la liste des auteurs).